# Cunchibamba
Cunchibamba ist eine Ortschaft und eine Parroquia rural („ländliches Kirchspiel“) im Kanton Ambato der ecuadorianischen Provinz Tungurahua. Die Parroquia besitzt eine Fläche von 19,02 km². Im Jahr 2010 betrug die Einwohnerzahl 4475. Die Parroquia wurde am 9. November 1989 eingerichtet.

## Lage
Die Parroquia Cunchibamba liegt im Anden-Hochtal von Zentral-Ecuador im Norden der Provinz Tungurahua. Cunchibamba liegt auf einer Höhe von 2720 m etwa 15 km nordnordöstlich vom Stadtzentrum von Ambato. Der Río Patate fließt entlang der östlichen Verwaltungsgrenze nach Süden. Die Fernstraße E35 (Ambato–Latacunga) führt durch die Parroquia.
Die Parroquia Cunchibamba grenzt im Osten an die Parroquia Presidente Urbina (Kanton Santiago de Píllaro), im Süden an die Parroquia Unamuncho, im Westen an die Parroquia Augusto N. Martínez sowie im Norden an die Provinz Cotopaxi mit den Parroquias Mulalillo und Panzaleo (beide im Kanton Salcedo).